# ゲオルク・エスターホルト
ゲオルク・エスターホルト（Georg Østerholt、、1892年12月13日 - 1982年9月20日）はノルウェーのスキージャンプ、ノルディック複合選手。1920年代に活躍した。

## プロフィール
1921年のノルウェー選手権ノルディック複合で優勝。
1926年ノルディックスキー世界選手権ではノルディック複合で15位、スキージャンプでは銅メダルを獲得した。